# タルラック州
タルラック州（タルラックしゅう、Province of Tarlac）は、フィリピン北部ルソン島にある州で、中部ルソン地方（Central Luzon, Region III）に属している。州都はタルラック。面積は3,053.4km2、人口は1,366,027人（2015年）。

## 地理
西にサンバレス州、南にパンパンガ州、東にヌエヴァ・エシハ州、北にイロコス地方のパンガシナン州と接する内陸州である。西側サンバレス山脈からタルラック川が北へと流れ、パンガシナン州に入ってアグノ川と合流する。

## 産業
コラソン・アキノの父ホセ・コファンコの興したホセ・コファンコ・アンド・サンズ (Jose Cojuangco and Sons Inc., JCSI) 社傘下のアシエンダ（大農園）en:Hacienda Luisitaを擁する。